# طبيب أسنان
طبيب الأسنان (بالإنجليزية: Dentist)‏ أو الأسناني (بالإنجليزية: Odontologist)‏ ويُعرف أيضًا باسم جراح الأسنان (بالإنجليزية: Dental surgeon)‏، هو جراح مُتخصص في طب الأسنان، أي في التشخيصِ والوقاية والعلاج للأمراض والحالات ضمنِ تجويف الفم. كما يُساعد فريق معاونو طبيب الأسنان على تقديم خدماتِ صحةِ الفم والأسنان، ويتضمن هذا الفريق مساعد طبيب الأسنان وفني الأسنان واختصاصي صحة الأسنان وفي بعض الأحيان معالج الأسنان.

## التاريخ

### العصور الوسطى
مارس الحلاقون في الصين وفرنسا مهنة طب الأسنان لأول مرة، وصُنف الحلاقون إلى مجموعتين: مجموعة تحت ظل نقابة الحلاقين وهي المجموعة التي تضم الحلاقين المؤهلين لممارسة العمليات الجراحية المعقدة في طب الأسنان ومجموعة أخرى تضم الحلاقين الاعتياديين الذين يجرون العمليات البسيطة مثل قلع الأسنان جنبًا إلى جنب مع الحلاقة. أصدرت فرنسا في عام 1400 قوانين تمنع فيها ممارسة مهنة طب وجراحة الأسنان من قِبَل الحلاقين الاعتياديين. نشرت العديد من الدول مثل ألمانيا وفرنسا منشورات مهمة حول طب الأسنان وكان أول الناشرين هو الجراح الفرنسي أمبرواز باريه الذي يُعتبر من أشهر جراحي العصور الوسطى وأبو الجراحة وجراح الملوك الفرنسيين.

### طب الأسنان الحديث
يُعتبر بيير فوشارد أبو طب الأسنان الحديث لأنه نشر أول كتاب علمي في عام 1728 (طبيب الأسنان الجراح – Le Chirurgien Dentiste) حول تقنيات ممارسة طب وجراحة الأسنان والذي حظي بعد نشره بقبول جيد من قبل المجتمع الطبي الأوروبي. انتقل أطباء الأسنان الكفوئين من أوروبا إلى أمريكا لممارسة طب الأسنان وبحلول عام 1760 أصبح أطباء الأسنان الأمريكيين هم من يمارسون مهنة طب الأسنان في بلدهم واستخدموا الصحف الورقية للترويج والإعلان عن خدمات طب الأسنان. اشتهرت أمريكا بممارستها لطب الأسنان الشرعي أو العدلي المعني بدراسة تطبيقات طب الأسنان في الإجرائات القانونية. تطور طب الأسنان مع ازدياد أعداد أطباء الأسنان واستُحدثت طرق جديدة لتطوير جودة العلاج مثل استحداث الكراسي المصممة خصيصًا لمرضى الأسنان.
أُنشئت أول مدرسة لطب الأسنان في العالم في القرن التاسع عشر مع درجة الدكتوراه في جراحة الأسنان. واستحدثت قوانين لممارسة مهنة طب وجراحة الأسنان نظرًا لزيادة أعداد أطباء الأسنان الجدد، من ضمن هذه القوانين هو القانون الأمريكي الذي يطلب من أطباء الأسنان الجدد اجتياز اختبار المجلس الطبي المخصص لكل ولاية من ولايات أمريكا. ظهرت تقنيات جديدة في طب الأسنان من عام 1846 – 1855 منها تخدير الأسنان باستخدام مادة الأستر عند إجراء العمليات الجراحية بالإضافة إلى استخدام رقائق الذهب لحشو الأسنان بعد حفرها للحفاظ عليها. تأسست الجمعية الأمريكية لطب الأسنان عام 1859 وكانت تضم 26 طبيب أسنان، وفي عام 1867 أُنشت أول كلية لطب وجراحة الأسنان في جامعة هارفارد وحصلت لوسي هوبس تايلور على شهادة طب الأسنان وبذلك كانت أول طبيبة أسنان.
صُنع أول معجون أسنان معبأ في أنابيب بلاستيكية في ثمانينيات القرن التاسع عشر بدل معاجين الأسنان السائلة. تأسس في عام 1887 أول مختبر لصناعة الأسنان الذي يُستخدم لصنع لتعويضات السنية مثل الأطقم والتيجان الخاصة بكل مريض. اكتشف العالم الفيزيائي الألماني فيلهلم روتنغن الأشعة السينية لتصوير الأسنان. ظهرت تقنيات جديدة بحلول القرن العشرين مثل التيجان الخزفية في عام 1907 والمخدر الموضعي في عام 1905 وفرشاة الأسنان ذات الشعيرات المصنوعة من النايلون في عام 1938 ومعجون الأسنان المحتوي على الفلورايد في عام 1950 وليزر الأسنان وفرش الأسنان الكهربائية عام 1960 وأدوات تبييض الأسنان المنزلية عام 1989.

## المسؤوليات
يستطيع طبيب الأسنان -بعد تخرجه وإكماله لشروط مزاولة المهنة- معالجة الأسنان باستخدام أنواع الحشوات أو التيجان أو الجسور وتقويم الأسنان وصناعة الأسنان باستخدام التعويضات السنية مثل طقم الأسنان ومعالجة لب الأسنان (قناة الجذر) ومعالجة اللثة وممارسة جراحة الفم مثل قلع الأسنان وزراعتها بالإضافة لالتقاط الصور الشعاعية لتشخيص حالة المريض ووصف الأدوية مثل المضادات الحيوية ومسكنات الألم والمنومات والمخدرات الموضعية.
يستطيع أطباء الأسنان المختصون في جراحة الفم ممارسة العمليات الجراحية المعقدة مثل تطعيم العظام ورفع الجيوب الأنفية وزراعة الأسنان، ولكن ليس من حق طبيب الأسنان حتى المختصون منهم إجراء أي عملية تحت التخدير العام إلا إذا كان مدربًا بحسب قانون الولايات المتحدة. تعتبر أمراض الفم ذاتية الشفاء في أغلب الأحيان ولكن قد تدل أمراض الفم على إصابة المريض بأمراض القلب والأوعية الدموية أو أمراض جهازية أخرى مثل هشاشة العظام والسكري والإيدز والأورام الخبيثة والأورام اللمفاوية.

## قائمة تخصصات طب الأسنان
يُطلب من أطباء الأسنان في بعض البلدان بعد تخرجهم وإكمال فترة التدريب أن يختاروا تخصصهم في مجال طب الأسنان لغرض استكمال الدراسة والحصول على لقب الاختصاصي.

### التخصص في الولايات المتحدة الأمريكية
تضم قائمة تخصصات طب الأسنان في الولايات المتحدة الأمريكية 12 تخصص معترف بهم من قبل الجمعية الأمريكية لطب الأسنان (ADA) وهم:
1. طبيب الأسنان المختص بتخدير الأسنان: وتشمل دراسة وإدارة التخدير العام والتخدير الموضعي والطرق المتطورة للتحكم بالألم.
2. طبيب الأسنان المختص بالصحة العامة للأسنان: المعنية بدراسة وبائيات الأسنان والصحة الاجتماعية.
3. طبيب الأسنان المختص بعلاج الجذور: معالجة القنوات اللبية ودراسة أمراض لب الأسنان.
4. طبيب الأسنان المختص بعلاج أمراض الفم والوجه والفكين: يدرس أطباء الأسنان أمراض الفم والوجه والفكين بالإضافة إلى تشخيصها وعلاجها.
5. طبيب الأسنان المختص بأشعة الفم والوجه والفكين: يدرس الطبيب التفسير الشعاعي لأمراض الفم والوجه والفكين.
6. جراح الفم والوجه والفكين: يختص الجراح بزراعة الأسنان وجراحة الوجه التي تشمل أيضًا تصحيح تشوهات الوجه الخلقية.
7. جراح الفم: يختص طبيب الأسنان بجراحة تجويف الفم فقط ويشمل بشكل رئيسي قلع الأسنان وعلاج الخراجات.
8. طبيب الأسنان المختص بطب الفم: يهتم طبيب الأسنان المختص بطب الفم بتشخيص وعلاج الحالات الطبية التي تؤثر على منطقة الوجه والفكين.
9. اختصاصي تقويم الأسنان: الذي يدرس كيفية تنظيم الأسنان وتعديل نمو عظام الفكين.
10. اختصاصي طب أسنان الأطفال.
11. اختصاصي التعويضات السنية: التي تشمل أطقم الأسنان والجسور والتيجان بالإضافة إلى تعويض بقية أجزاء الوجه والفكين مثل الأذنين والعينين والأنف.